# Liu Ping
Liu Ping (em chinês:  刘 萍; Pequim, 1 de maio de 1987) é uma jogadora de polo aquático chinesa.

## Carreira
Liu disputou duas edições de Jogos Olímpicos pela China: 2008 e 2012. Em ambas as ocasiões finalizou a competição no quinto lugar.